# داستان تاریخی

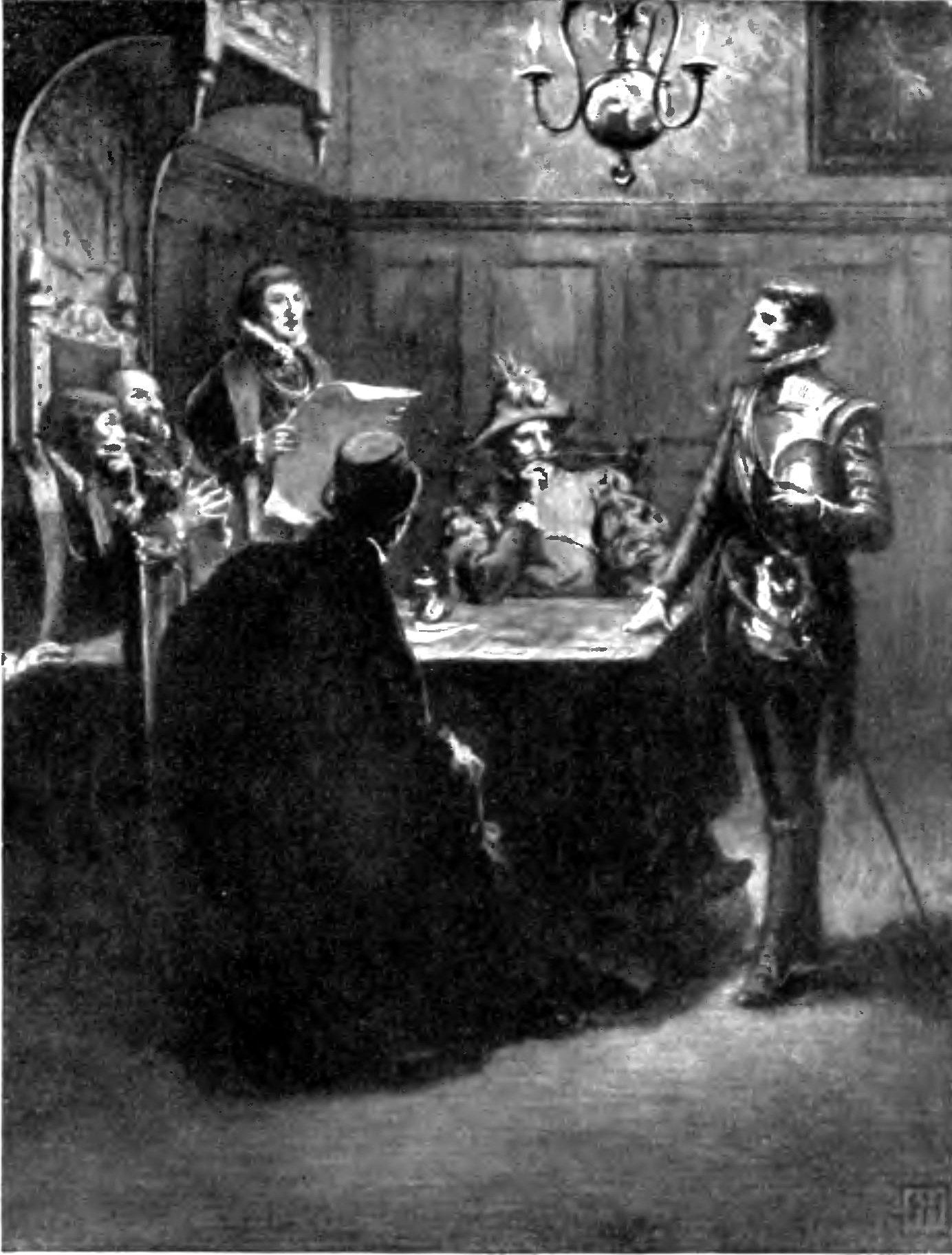
داستان تاریخی

داستان تاریخی نوعی از کتاب‌نویسی است که مرز میان تاریخ و ادبیات به‌شمار می‌رود.
در این گونه کتاب‌ها معمولاً از هیچ منبعی یاد نشده یا از منابع کمی یاد می‌شود. در رمان تاریخی دروغ یا حقیقت داشتن مطلب مهم نیست بلکه نوع نوشتار اهمیت دارد و کتاب از نظر ادبی حائز ارزش است. این کتاب‌ها معتبر محسوب نشده و در مباحث تاریخی تقریباً بی‌ارزش محسوب می‌شوند.